# Liste de films français sortis en 1932
Listes de films français
- 1928
- 1929
- 1930
- 1931
- 1932
- 1933
- 1934
- 1935
- 1936

Liste non exhaustive de films français sortis en 1932 :
| Titre                           | Réalisateur                                   | Distribution                                                                       | Genre                      | Notes       |
| ------------------------------- | --------------------------------------------- | ---------------------------------------------------------------------------------- | -------------------------- | ----------- |
| À moi le jour, à toi la nuit    | Ludwig Berger Claude Heymann                  | Kate de Nagy, Fernand Gravey                                                       | Comédie                    |             |
| Adémaï et la Nation armée       | Jean de Marguenat                             | Noël-Noël, Léonce Corne, Hubert Daix                                               | court métrage comique      |             |
| L'Affaire Blaireau              | Henry Wulschleger                             | Bach, Alice Tissot                                                                 | Comédie                    |             |
| Affaire classée                 | Charles Vanel                                 | Charles Vanel, Pierre Larquey, Gabriel Gabrio                                      | court métrage Drame        | 24 min      |
| L'Affaire de la rue de Lourcine | Marcel Dumont                                 | Serjius, Jeanne Bayle, Victor Vina                                                 | Comédie                    |             |
| L'Affaire de la rue Mouffetard  | Pierre Weill                                  | Pierre Bertin, Raymond Cordy, Jeanne Boitel                                        | Comédie                    |             |
| L'affaire est dans le sac       | Pierre Prévert                                | Julien Carette, Anthony Gildès, Étienne Decroux                                    | Comédie                    |             |
| L'Agence O'Kay                  | André Chotin                                  | Monette Dinay, Olga Valery, Marguerite Moreno                                      | Moyen métrage comique      | 39 min      |
| Allô Berlin ? Ici Paris !       | Julien Duvivier                               | Josette Day, Germaine Aussey, Karel Stepanek                                       | Comédie romantique         |             |
| Amour et Discipline             | Jean Kemm                                     | Mona Goya, Maurice Jacquelin, Louis Florencie, Jean-Louis Allibert                 |                            |             |
| L'Amour et la Veine             | Monty Banks                                   | Max Dearly, Olga Valery, Ginette Gaubert                                           | Comédie                    |             |
| Amour... amour...               | Robert Bibal                                  | Adrien Le Gallo, Colette Broïdo Henri Marchand                                     | Comédie                    |             |
| L'Amoureuse Aventure            | Wilhelm Thiele                                | Albert Préjean, Marie Glory, Jeanne Boitel                                         | Romance                    |             |
| L'Âne de Buridan                | Alexandre Ryder                               | René Lefèvre, Mona Goya Colette Darfeuil                                           | Comédie                    |             |
| L'Atlantide                     | Georg W. Pabst                                | Brigitte Helm, Jean Angelo, Pierre Blanchar                                        | Fantastique                |             |
| Au nom de la loi                | Maurice Tourneur                              | Gabriel Gabrio, Charles Vanel, Jean Marchat                                        | Policier                   |             |
| Aux urnes, citoyens !           | Jean Hémard                                   | Léon Belières, Lily Mounet Henri Poupon                                            | Comédie                    |             |
| Avec l'assurance                | Roger Capellani                               | Saint-Granier, Jeanne Helbling, Armand Lurville, Madeleine Guitty, Simone Rouvière | Comédie                    |             |
| Baleydier                       | Jean Mamy                                     | Michel Simon, Maria Fromet, Josseline Gael                                         | Comédie                    |             |
| Bariole                         | Benno Vigny                                   | Robert Burnier, Janine Crispin, Jean Dunot                                         | Comédie musicale           |             |
| Baroud                          | Rex Ingram et Alice Terry                     | Philippe Moretti, Rosita Garcia, Pierre Batcheff                                   | Action                     |             |
| Barranco, Ltd                   | André Berthomieu                              | Félicien Tramel, Rosine Deréan                                                     | Comédie                    |             |
| Le Beau Rôle                    | Roger Capellani                               | Dranem, Edwige Feuillère                                                           | Comédie                    |             |
| La Belle Aventure               | Reinhold Schünzel Roger Le Bon                | Jean Périer, Paule Andral Daniel Lecourtois                                        | Comédie                    |             |
| La Belle Marinière              | Harry Lachman                                 | Jean Gabin, Madeleine Renaud, Rosine Deréan                                        | Drame                      |             |
| Le Bidon d'or                   | Christian-Jaque                               | Raymond Cordy, Marc Dantzer Simone Bourday                                         | Comédie                    |             |
| Le Billet de logement           | Charles-Félix Tavano                          | André Berley, Jeanne Helbling, Georges Melchior                                    | Comédie                    |             |
| La Bonne Aventure               | Henri Diamant-Berger                          | Louis-Jacques Boucot, Blanche Montel Roland Toutain                                | Comédie                    |             |
| Boudu sauvé des eaux            | Jean Renoir                                   | Michel Simon, Charles Granval                                                      | Comédie                    |             |
| Le Carillon de la liberté       | Gaston Roudès                                 | Andrée Lafayette, Madeline Bréville Jacques Maury                                  |                            |             |
| Ce cochon de Morin              | Georges Lacombe                               | Jacques Baumer, Rosine Deréan José Noguéro                                         | Comédie                    |             |
| Le Champion du régiment         | Henri Wulschleger                             | Bach, Josette Day, Georges Tréville, Charles Montel                                | Comédie                    |             |
| Le Chant du marin               | Carmine Gallone                               | Albert Préjean, Jim Gérald, Sylvette Fillacier                                     | Comédie                    |             |
| La Chauve-Souris                | Pierre Billon et Carl Lamac                   | Marcel Carpentier, Louise Lagrange                                                 | Film musical               |             |
| Le Chien jaune                  | Jean Tarride                                  | Abel Tarride, Rosine Deréan, Rolla Norman                                          | Policier                   |             |
| Le Chimpanzé                    | Marco de Gastyne                              | Roland Toutain, Alfred Pasquali, Monique Rolland                                   | Moyen métrage              | 32 min muet |
| Chouchou poids plume            | Robert Bibal                                  | Colette Broïdo, Pierre Darteuil, Géo Laby                                          | Comédie                    |             |
| Clair de lune                   | Henri Diamant-Berger                          | Claude Dauphin, Blanche Montel, Henri Rollan                                       | Comédie                    |             |
| La Claque                       | Robert Péguy                                  | André Bervil, Germaine Charley Christiane Delyne                                   | Comédie                    |             |
| Coiffeur pour dames             | René Guissart                                 | Fernand Gravey, Nina Myral Mona Goya                                               | Comédie                    |             |
| Cœur de lilas                   | Anatole Litvak                                | Marcelle Romée, André Luguet, Jean Gabin                                           | Policier                   |             |
| Le Cœur de Paris                | Jean Benoît-Lévy Marie Epstein                | Simone Mareuil, Blanche Beaume, Jimmy Gaillard                                     |                            |             |
| Cœurs joyeux                    | Hanns Schwarz et Max de Vaucorbeil            | Jean Gabin,Gabriel Gabrio, Josseline Gaël                                          | Comédie policière          |             |
| Le Coffret de laque             | Jean Kemm                                     | René Alexandre Danielle Darrieux                                                   | Policier                   |             |
| Cognasse                        | Louis Mercanton                               | Félicien Tramel, Thérèse Dorny                                                     | Comédie                    |             |
| Comme une carpe                 | Claude Heymann                                | Fernandel, Lou Tchimoukov, Marguerite Templey                                      | Court métrage              | 13 min      |
| Conduisez-moi Madame            | Herbert Selpin                                | Jeanne Boitel, Armand Bernard                                                      | Comédie                    |             |
| Le Cordon bleu                  | Karl Anton                                    | Pierre Bertin, Jeanne Helbling, Louis Baron fils                                   | Comédie                    |             |
| Côte d'Azur                     | Roger Capellani                               | Simone Héliard, Robert Burnier, Robert Arnoux\|, Yvonne Hébert                     | Comédie                    |             |
| Coup de feu à l'aube            | Serge de Poligny                              | Jean Galland, Annie Ducaux, Marcel André                                           | Policier                   |             |
| Coups de roulis                 | Jean de La Cour                               | Max Dearly, Édith Manet Pierre Magnier                                             |                            |             |
| Criez-le sur les toits          | Karl Anton                                    | Saint-Granier, Robert Burnier, Simone Héliard, Pauley                              | Comédie                    |             |
| Les Croix de bois               | Raymond Bernard                               | Pierre Blanchar, Gabriel Gabrio, Charles Vanel                                     | Guerre                     |             |
| La Croix du sud                 | André Hugon                                   | Charles de Rochefort, Alexandre Mihalesco, Suzanne Christy                         | Drame                      |             |
| Daïnah la métisse               | Jean Gremillon                                | Charles Vanel, Laurence Clavius, Gabrielle Fontan                                  | Moyen métrage dramatique   | 47 min      |
| La Dame d'en face               | Claude Autant-Lara                            | Yvette Guilbert, Christiane Delyne Pierre Moreno                                   | court métrage comique      |             |
| Danton                          | André Roubaud                                 | Jacques Grétillat, Jacques Dumesnil, Marguerite Weintenberger                      | Biographie politique       |             |
| Le Dernier Choc                 | Jacques de Baroncelli                         | Danièle Parola, Jean Murat, Robert Ancelin                                         | Drame                      |             |
| Direct au cœur                  | Roger Lion et Alexandre Arnaudy               | Suzanne Rissler, Nicole Ray, Gustave Libeau                                        | Comédie dramatique         |             |
| Embrassez-moi                   | Léon Mathot                                   | Georges Milton, Abel Tarride, Tania Fédor                                          | Comédie                    |             |
| En lisant le journal            | Alberto Cavalcanti                            | René Dorin, Paul Colline                                                           | Court métrage Documentaire | 21 min      |
| L'Enfant du miracle             | D.B. Maurice                                  | Blanche Montel, Armand Bernard, Marcel Vallée                                      | Drame                      |             |
| Enlevez-moi                     | Léonce Perret                                 | Jacqueline Francell, Roger Tréville, Arletty                                       | Comédie                    |             |
| Fanny                           | Marc Allégret                                 | Raimu, Pierre Fresnay, Orane Demazis                                               | Mélodrame                  |             |
| Fantômas                        | Paul Fejos                                    | Thomy Bourdelle Jean Galland                                                       | Comédie                    |             |
| Faut-il les marier ?            | Pierre Billon et Carl Lamac                   | Anny Ondra, Lucien Baroux, Marcelle Praince                                        | Comédie                    |             |
| La Femme nue                    | Jean-Paul Paulin                              | Florelle, Raymond Rouleau Constant Rémy                                            | Drame                      |             |
| Le Fils improvisé               | René Guissart                                 | Saturnin Fabre, Florelle Baron fils                                                |                            |             |
| La Fleur d'oranger              | Henry Roussell                                | André Lefaur, René Lefèvre, André Alerme                                           | Comédie dramatique         |             |
| La Folle Nuit                   | Robert Bibal                                  | Colette Broïdo, Marguerite Deval Suzanne Bianchetti                                | Comédie                    |             |
| La foule hurle                  | Jean Daumery                                  | Jean Gabin, Franck O'Neill, Hélène Perdrière                                       | Drame                      |             |
| Le Fils improvisé               | René Guissart                                 | Saturnin Fabre, Baron fils, Florelle Fernand Gravey, Jackie Monnier                | Comédie                    |             |
| Les Gaietés de l'escadron       | Maurice Tourneur                              | Fernandel, Raimu Jean Gabin                                                        | Comédie                    |             |
| Les Galeries Lévy et Cie        | André Hugon                                   | Léon Belières, Charles Lamy                                                        | Comédie                    |             |
| Le Gamin de Paris               | Gaston Roudès                                 | Alice Tissot, Pierre Arnac Jean-Louis Allibert Georges Mauloy                      | Comédie                    |             |
| Gitanes                         | Jacques de Baroncelli                         | Vanah Yami, Charles Vanel, Maurice Schutz                                          | Drame                      |             |
| Grains de beauté                | Pierre Caron                                  | Roger Tréville, Simone Cerdan, Jeanne Fusier-Gir                                   | Comédie                    |             |
| La Guerre des sauterelles       | Edmond T. Gréville                            | Doumel, Marcel Maupi                                                               | Court métrage Sketches     | 12 min      |
| Hôtel des étudiants             | Victor Tourjansky                             | Lisette Lanvin,Raymond Galle, Christian Casadesus                                  | Comédie dramatique         |             |
| Il a été perdu une mariée       | Léo Joannon                                   | Monique Bert,Suzanne Christy, Jean Weber                                           | Comédie                    |             |
| Il est charmant                 | Louis Mercanton                               | Meg Lemonnier, Henri Garat, Baron fils                                             | Comédie musicale           |             |
| Invite Monsieur à dîner         | Claude Autant-Lara                            | Alice Tissot, Charles Camus                                                        | Comédie                    | 10 min      |
| Laissez faire le temps          | ? anonyme ?                                   | Robert Arnoux, Christiane Delyne Yvette Guilbert                                   | Comédie                    | 21 min      |
| Ma femme... homme d'affaires    | Max de Vaucorbeil                             | Fred Pasquali, Robert Arnoux, Renée Devillers                                      | Comédie musicale           |             |
| Ma tante d'Honfleur             | André Gillois                                 | Jim Gérald, Florelle, Charles Fallot                                               | Comédie                    |             |
| Maquillage                      | Karl Anton                                    | Saint-Granier, Robert Burnier Rosine Deréan                                        | Drame                      |             |
| Mardi gras                      | Pierre Weill                                  | Édouard Delmont, Ferjos, Delphine Abdala                                           | Comédie                    |             |
| Mater dolorosa                  | Abel Gance                                    | Antonin Artaud, Gaston Dubosc                                                      |                            |             |
| Maurin des Maures               | André Hugon                                   | Antonin Berval, Nicole Vattier Jean Aquistapace                                    | Comédie                    |             |
| Mélo                            | Paul Czinner                                  | Gaby Morlay, Victor Francen Pierre Blanchar                                        | Drame                      |             |
| Le Marchand de sable            | André Hugon                                   | Jean Toulout, Jean Worms, Jean Heuzé                                               | Comédie dramatique         |             |
| La Merveilleuse Journée         | Robert Wyler et Yves Mirande                  | Frédéric Duvallès, Florelle, Milly Mathis                                          | Comédie                    |             |
| Miche                           | Jean de Marguenat                             | Robert Burnier, Suzy Vernon, Marguerite Moreno                                     | Drame                      |             |
| Mimi Pandore                    | Roger Capellani                               | Monette Dinay, Jean Gobet                                                          | Moyen métrage comique      | 36 min      |
| Mon amant l'assassin            | Solange Bussi                                 | Edith Méra, Jean Weber Suzanne Dehelly                                             | Comédie policière          |             |
| Mon ami Tim                     | Jack Forrester                                | Jeanne Helbling,Thomy Bourdelle Grazia del Rio, Raymond Dandy                      | Drame                      |             |
| Mon cœur balance                | René Guissart                                 | Marie Glory, Noël-Noël, Jean Aquistapace Marguerite Moreno, Hélène Perdrière       | Comédie                    |             |
| Mon curé chez les riches        | E.B Donatien                                  | Carlos Avril, Pauline Carton, Jim Gérald                                           | Comédie                    |             |
| Monsieur Albert                 | Karl Anton                                    | Noël-Noël, Betty Stockfeld, Marcel Barencey                                        | Comédie                    |             |
| Monsieur de Pourceaugnac        | Tony Lekain Gaston Ravel                      | Armand Bernard, Josseline Gaël, Colette Darfeuil, Jaque Catelain                   | Comédie                    |             |
| Monsieur, Madame et Bibi        | Jean Boyer Max Neufeld                        | Marie Glory, René Lefèvre, Jean Dax, Suzanne Préville                              | Comédie                    |             |
| Nicole et sa vertu              | René Hervil                                   | Alice Cocéa, André Roanne Robert Goupil, Paulette Duvernet                         | Comédie                    |             |
| La Nuit du carrefour            | Jean Renoir                                   | Pierre Renoir, Winna Winfried, Georges Koudria                                     | Policier                   |             |
| Occupe-toi d'Amélie             | Marguerite Viel Richard Weisbach              | Renée Bartout, Aimé Clariond, Jean Weber                                           | Comédie                    |             |
| Ordonnance malgré lui           | Maurice Cammage                               | Fernandel, Alice Tissot, Anthony Gildès                                            | Comédie                    |             |
| Panurge                         | Michel Bernheim                               | Danielle Darrieux Gérard Sandoz                                                    | Comédie dramatique         |             |
| Par habitude                    | Maurice Cammage                               | Gaby Basset, Fernandel Pierre Finaly                                               | comédie                    | 31 min      |
| Paris-Méditerranée              | Joe May                                       | Jean Murat, Annabella, José Noguéro                                                | Comédie                    |             |
| Pas de femmes                   | Mario Bonnard                                 | Fernandel, Georgius, Raymond Aimos                                                 | Comédie                    |             |
| Passionnément                   | Louis Mercanton (début) René Guissart (suite) | Florelle, Fernand Gravey                                                           | Comédie                    |             |
| La Perle                        | René Guissart                                 | Suzy Vernon, André Berley, Edwige Feuillère, Armand Lurville                       | Comédie                    |             |
| La Petite Chocolatière          | Marc Allégret                                 | Raimu, Jacqueline Francell Pierre Bertin                                           | Comédie                    |             |
| Les Petits Métiers de Paris     | Pierre Chenal                                 |                                                                                    | Court métrage documentaire | 20 min      |
| Plaisirs de Paris               | Edmond T. Gréville                            | Alice Tissot, Jean Dax Monique Rolland                                             | Comédie                    |             |
| Poil de Carotte                 | Julien Duvivier                               | Robert Lynen, Harry Baur, Catherine Fonteney                                       | Drame                      |             |
| Pomme d'amour                   | Jean Dréville                                 | André Perchicot, Raymond Cordy Christiane Delyne                                   | Comédie                    |             |
| Pour un sou d'amour             | Jean Grémillon                                | André Baugé, Charles Dechamps Josseline Gaël                                       | Comédie                    |             |
| Prisonnier de mon cœur          | Jean Tarride                                  | Roland Toutain, Marie Glory André Berley                                           | Comédie                    |             |
| Prix et Profits                 | Yves Allégret                                 | Jacques Prévert, Pierre Prévert, Marcel Duhamel                                    | Court métrage              | 20 min      |
| Quand tu nous tiens, amour      | Maurice Cammage                               | Fernandel, Pierre Finaly, Darcelys                                                 | Court métrage              | 32 min      |
| Quick                           | André Daven                                   | Lilian Harvey, Jules Berry, Pierre Brasseur                                        | Comédie                    |             |
| Razzia                          | Jacques Séverac                               | Leïla Atouna, José Davert, François Viguier, Habib Benglia                         |                            |             |
| Restez dîner                    | Robert Péguy                                  | Louis Florencie, Fernandel, Jeanne Fusier-Gir                                      | Moyen métrage comique      | 32 min      |
| Le Roi des palaces              | Carmine Gallone                               | Jules Berry, Alexander D'Arcy, Armand Dranem                                       | Comédie                    |             |
| Le Roi du camembert             | Antoine Mourre                                | Louis Rollin, Milly Mathis, Charles Lorrain, Peggy Vere                            | Comédie                    |             |
| Le Rosier de madame Husson      | D. Bernard-Deschamps                          | Fernandel, Mady Berry, Françoise Rosay                                             | Comédie                    |             |
| Rouletabille aviateur           | Steve Sekely                                  | Roland Toutain, Lisette Lanvin, Germaine Aussey                                    | Policier                   |             |
| Sa meilleure cliente            | Pierre Colombier                              | Elvire Popesco, René Lefèvre, Hélène Robert                                        | Comédie                    |             |
| Service de nuit                 | Henri Fescourt                                | Marcel Barencey, Mylo d'Arcylle, Paulette Duvernet                                 | Comédie                    |             |
| Seul                            | Jean Tarride                                  | René Lefèvre, Denise Pera, Pauline Carton                                          | moyen métrage romantique   | 46 min      |
| Si tu veux                      | André Hugon                                   | Jeanne Boitel, Armand Bernard, Janine Merrey                                       | Comédie                    |             |
| Le Soir des rois                | Jean Daumery                                  | Jacques Maury, Simone Mareuil, Pierre Juvenet, Marfa Dhervilly                     | Comédie                    |             |
| Sous le casque de cuir          | Albert de Courville                           | Gina Manès, Gaston Modot, Pierre Richard-Willm                                     | Drame                      |             |
| Suzanne                         | Léo Joannon et Raymond Rouleau                | Pauline Carton, Jean-Max, Louis Florencie                                          | Drame                      |             |
| Le Triangle de feu              | Edmond T. Gréville et Johannes Guter          | Jean Angelo, André Roanne, Elisabeth Pinajeff                                      | Policier                   |             |
| Les Trois Mousquetaires         | Henri Diamant-Berger                          | Henri Rollan, Thomy Bourdelle Aimé Simon-Girard                                    | Aventure                   |             |
| Le Truc du Brésilien            | Alberto Cavalcanti                            | Colette Darfeuil, Robert Arnoux Yvonne Garat, Palau                                | Comédie                    |             |
| Tu m'oublieras                  | Henri Diamant-Berger                          | Colette Darfeuil, Alice Tissot                                                     |                            |             |
| Tumultes                        | Robert Siodmak                                | Charles Boyer, Florelle, Clara Tambour                                             | Comédie musicale           |             |
| Un beau jour de noces           | Maurice Cammage                               | Fernandel, Paul Velsa, Georges Bever                                               | Court métrage comique      |             |
| Un chien qui rapporte           | Jean Choux                                    | Arletty, Jean Coquelin, Laure Diana                                                | Comédie                    |             |
| Un client sérieux               | Claude Autant-Lara                            | Marcel Vallée, Paul Faivre, Charles Camus                                          | Court métrage              | 22 min      |
| Un coup de téléphone            | Georges Lacombe                               | Jean Weber, Colette Darfeuil, Jeanne Boitel                                        | Comédie dramatique         |             |
| Un fils d'Amérique              | Carmine Gallone                               | Albert Préjean, Annabella, Gaston Dubosc                                           | Comédie dramatique         |             |
| Un homme sans nom               | Gustav Ucicky, Roger Le Bon                   | Fernandel, Firmin Gémier, Robert Goupil                                            | Drame                      |             |
| Une idée folle                  | Max de Vaucorbeil                             | Marc Dantzer, Lucien Baroux                                                        | Comédie                    |             |
| Une jeune fille et un million   | Fred Ellis Max Neufeld                        | Madeleine Ozeray, Christiane Delyne, Claude Dauphin                                | Comédie                    |             |
| Une nuit à l'hôtel              | Léo Mittler                                   | Marcelle Romée, Jean Périer, Betty Stockfeld                                       | Drame                      |             |
| Une nuit au paradis             | Pierre Billon Carl Lamac                      | Anny Ondra, Robert Pizani, Marcel Carpentier                                       | Comédie                    |             |
| Vacances                        | Robert Boudrioz                               | Florelle, Lucien Gallas Georges Charlia, Pierre Juvenet                            | Comédie                    |             |
| La Vagabonde                    | Solange Bussi                                 | Marcelle Chantal, Fernand Fabre, Jeanne Fusier-Gir                                 |                            |             |
| Le Vainqueur                    | Hans Hinrich Paul Martin                      | Jean Murat, Käthe von Nagy, Pierre Brasseur                                        | Comédie                    |             |
| Vampyr                          | Carl Theodor Dreyer                           | Nicolas de Gunzburg, Maurice Schutz, Sybille Schmitz                               | Thriller                   |             |
| Les Vignes du Seigneur          | René Hervil                                   | Victor Boucher, Simone Cerdan                                                      | Comédie                    |             |
| Violettes impériales            | Henry Roussel                                 | Raquel Meller, Georges Péclet, Suzanne Bianchetti                                  | Comédie dramatique         |             |
| Vive la classe                  | Maurice Cammage                               | Fernandel, Pierre Larquey, Fernand René                                            | Court métrage comique      | 55 min      |